# Philippi

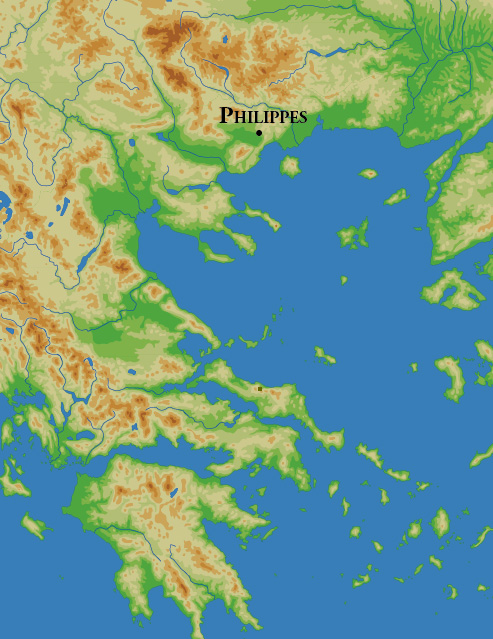
Lage Philippis

Philippi (altgriechisch Φίλιπποι) war eine antike Stadt und Festung im Osten von Makedonien, nahe der thrakischen Grenze in der vom Angitis durchflossenen Ebene. Sie liegt ca. 15 km nordwestlich vom heutigen Kavala beim Dorf Krinides in Griechenland. Im Juli 2016 wurde die archäologische Stätte von Philippi wegen ihrer Bedeutung als römische Stadt und älteste christliche Gemeindegründung Europas zum UNESCO-Welterbe erklärt.

## Geschichte

### Thrakische und makedonische Herrschaft
Die zuerst von thrakischen Völkern bewohnte Stadt war Zentrum der Ebene zwischen den Flüssen Strymon (heute Struma) und Nestos. Die Ebene wurde von mehreren Gebirgen (Orbelos, Pangaion, Symvolon) begrenzt und war am leichtesten von Westen her erreichbar. Thrakische Kulte sind durch viele Inschriften und Felsreliefs nachweisbar. Philippi führte ursprünglich den thrakischen Ortsnamen Daton. Die Niederlassung existierte seit 362 v. Chr. als Gründung der Thasier innerhalb ihrer Peraia unter dem Namen Krenides. Die Umbenennung in Philippi erfolgte durch Philipp II. von Makedonien, der um 355 v. Chr. die thasische Siedlung im Zuge der Ausdehnung des makedonischen Einflussbereiches nach Osten einnahm. Diesen Herrschafts- und Namenswechsel bezeugen erhaltene Münzen des Makedonenkönigs. Trotz Abbaus reicher Edelmetallvorkommen des nahegelegenen Pangaion-Gebirges dominierte in Philippi die Landwirtschaft. In der Ära des Hellenismus war die Stadt autonom.

### Teil der Römischen Republik
168 v. Chr. eroberte Lucius Aemilius Paullus Macedonicus Makedonien. Zunächst wurde es von den Römern für frei erklärt und in vier selbständige Teile (merides) aufgeteilt, wobei Philippi zur ersten merís kam. 148 v. Chr. wurde Makedonien römische Provinz. Bedeutung erlangte Philippi wegen seiner Lage an der Via Egnatia, die die Römer zwischen 146 und 120 v. Chr. quer durch Thrakien und Makedonien bis an die Adria als Hauptverkehrsachse zwischen Rom und Byzantion errichteten. Von Philippi gab es eine Abzweigung in Richtung Norden, welche über das Rhodopen-Gebirgen nach Philippopolis und zur Via Militaris führte.
Im Oktober/November 42 v. Chr. fand westlich der Stadt die Doppelschlacht bei Philippi zwischen den Caesarmördern Marcus Iunius Brutus und Gaius Cassius Longinus auf der einen Seite und den Triumvirn Marcus Antonius und Octavian auf der anderen Seite statt. Brutus und Cassius wurden geschlagen und begingen Selbstmord.
Nach der Schlacht gründete Marcus Antonius in Philippi eine römische Kolonie und siedelte Veteranen an, welche die bisherigen Einwohner ergänzten. Nach dem Sieg Octavians über Antonius und dessen Selbstmord (30 v. Chr.) erhielt die Kolonie Zuwachs durch weitere dort angesiedelte Italiker sowie 27 v. Chr. den neuen Namen Colonia Augusta Iulia Philippensis. Von diesem Datum bis ins 3. Jahrhundert dominierte in Philippi römische Lebensart und Kultur, so dass Collart von einem Rom im Kleinformat (Rome en miniature) spricht. Auf dem ökonomischen Sektor war die Landwirtschaft weiterhin vorherrschend.
Der Grabstein des Tiberius Claudius Maximus wurde 1965 in der Nähe von Philippi gefunden.

### Der Apostel Paulus in Philippi

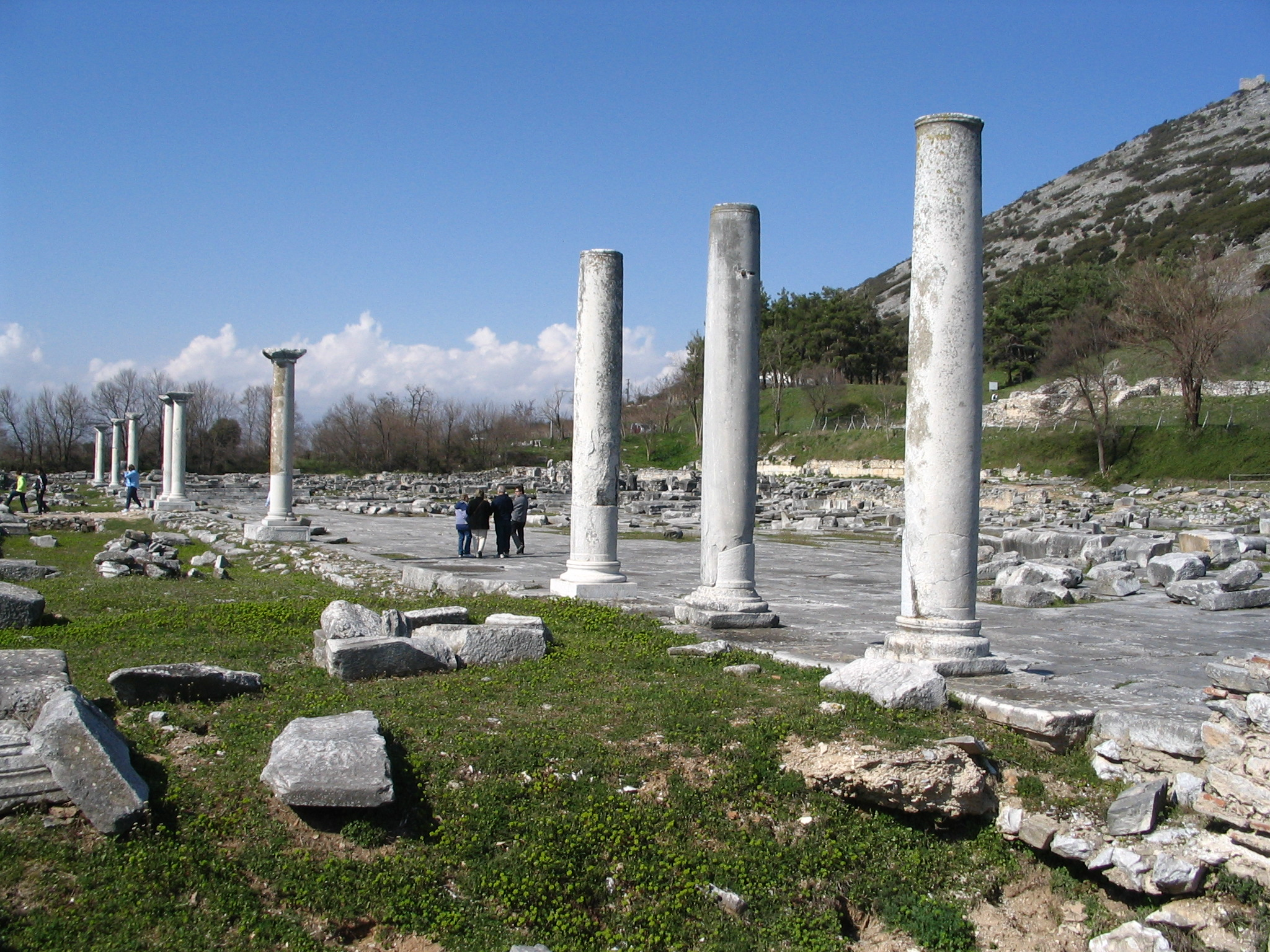
Sicht von Südost auf die Agora

Um 49/50 n. Chr. gründete der Apostel Paulus mit Silas in Philippi eine christliche Gemeinde (Apostelgeschichte 16,11-40 ). Es ist die erste Gemeinde, die er in Europa gründete. Als erste Christin wird die Purpurhändlerin Lydia genannt, die aus Thyateira in Kleinasien stammte. Sie hatte sich als nichtjüdische „Gottesfürchtige“ bereits vorher zur jüdischen Gemeinde gehalten. Paulus hatte eine jüdische Gebetsstätte am Fluss aufgesucht und zu den Frauen, die sich dort versammelt hatten, gesprochen. Lydia und alle Angehörigen ihres Hauses ließen sich aufgrund der Verkündigung des Apostels Paulus taufen. An die Gemeinde in Philippi schrieb Paulus wahrscheinlich von Rom aus, wo er in Gefangenschaft lebte, um 60 den Brief an die Philipper.

### Römische Kaiserzeit und Mittelalter

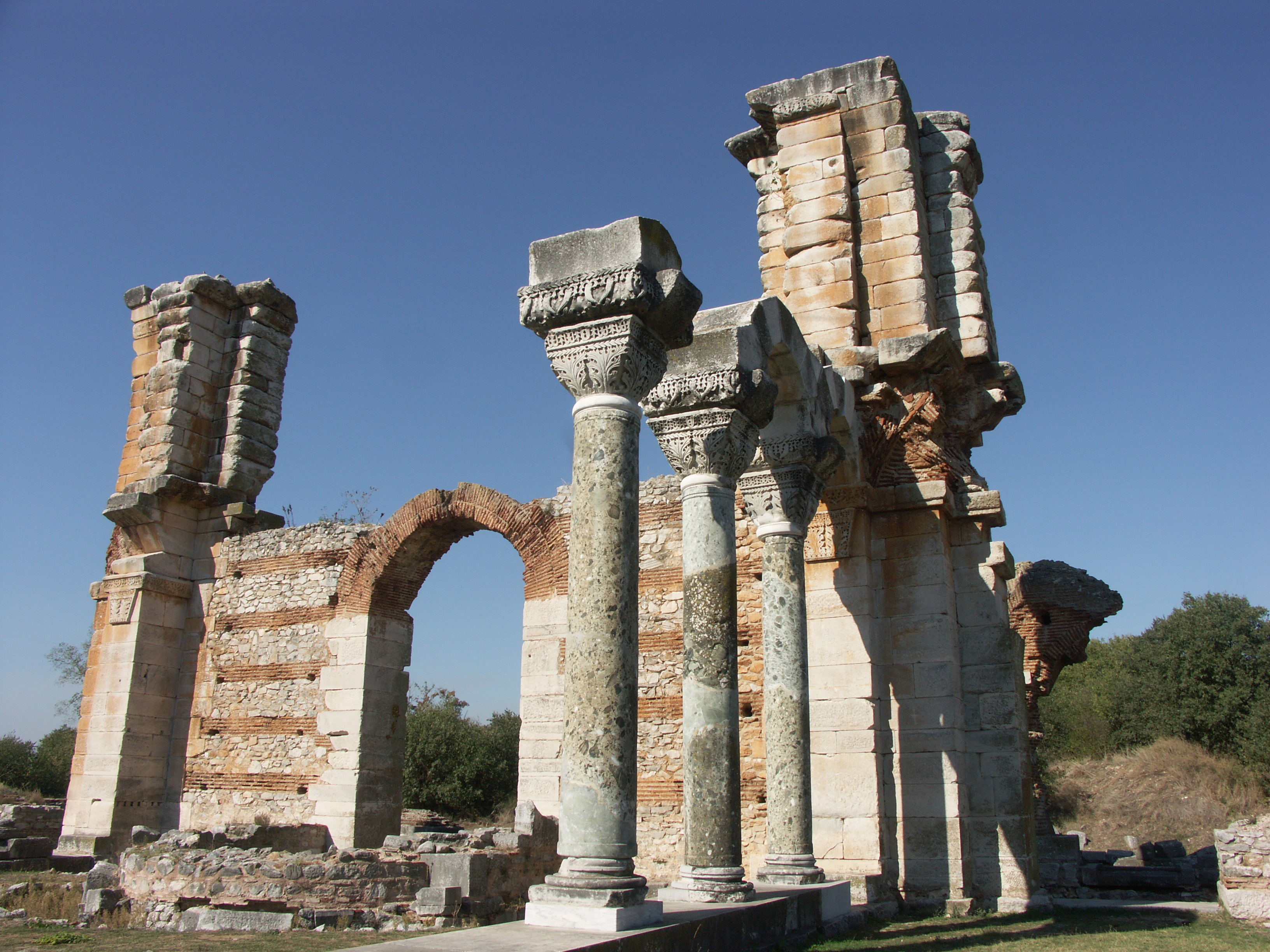
Basilika B

Vom 4. bis zum 7. Jahrhundert ist die Teilnahme mehrerer christlicher Bischöfe von Philippi an Konzilien bezeugt. 473 belagerten die Ostgoten unter Theoderich Philippi vergeblich. Die Bulgaren nahmen die Stadt 837 ein. Im 10. Jahrhundert gehörte sie aber wieder zum Byzantinischen Reich.
Mit seiner endgültigen Eroberung durch das Osmanische Reich im späten 14. Jahrhundert verschwindet Philippi aus den Quellen.

## Archäologische Überreste
Die eindrucksvollen römischen Ruinen Philippis liegen in der Nähe der modernen Stadt Kavala. Unter anderem finden sich ein gut erhaltener Mauerring und eine Akropolis, ferner ein in der Ebene gelegenes großes Forum mit einigen Häusern, ein Gymnasion und eine Markthalle.
Auch das antike Theater ist ein bedeutendes und bemerkenswertes Monument. Es befindet sich am Fuß der Akropolis und wird im Osten von der alten Stadtmauer begrenzt. Obwohl es im Laufe der Jahrhunderte zahlreiche Änderungen und einige Eingriffe zur Durchführung des Philippi Festivals gab, sind doch zahlreiche Originalelemente erhalten geblieben.

## Sprichwort
Der Ausspruch „Bei Philippi sehen wir uns wieder“ geht auf die antiken Biographien zurück, die Plutarch über Caesar und Brutus geschrieben hat. Dort wird berichtet (Caesar 69; Brutus 36), dass Brutus ein Geist erschienen sei, der ihm gesagt habe: „Bei Philippi sehen wir uns wieder!“ William Shakespeares Drama Julius Caesar greift diese Stelle auf. Heute bezeichnet der Ausspruch ein sicher eintretendes Ereignis (im Sinne von „wir sehen uns mit Sicherheit wieder“) oder die Gelegenheit, Rache zu nehmen.

## Personen mit Bezug zur Stadt
- Eustathios von Antiochia starb 337 in der Verbannung in Philippi